# ولگرد دراگ‌استورها
ولگرد دراگ‌استورها (انگلیسی: Drugstore Cowboy) فیلمی در ژانر درام و جنایی به کارگردانی گاس ون سنت و نویسندگی ون سنت و دنیل یوست است که در سال ۱۹۸۹ منتشر شد. این فیلم بر اساس رمانی خودزندگی‌نامه‌ای به همین نام از جیمز فوگل ساخته شده‌است. این فیلم آغازی بر موفقیت‌های گاس ون سنت بود.
زمانی که این فیلم ساخته شد رمان فوگل هنوز به چاپ نرسیده بود و در سال ۱۹۹۰ وقتی که فوگل از زندان آزاد شده بود چاپ شد. فوگل همانند شخصیت‌های داستان مدت‌ها مواد مخدر مصرف و معامله می‌کرد.

## داستان
در سال ۱۹۷۱، باب هیوز ۲۶ ساله رهبری گروهی دوره‌گرد از معتادان به مواد مخدر را بر عهده دارد که شامل همسرش دایان، بهترین دوستش ریک و دوست‌دختر نوجوان ریک، نادین است. آن‌ها در سراسر شمال‌غربی اقیانوس آرام سفر می‌کنند و با سرقت از داروخانه‌ها و بیمارستان‌ها، اعتیاد خود را تأمین می‌کنند.
پس از سرقت از یک داروخانه در پورتلند، اورگن، آن‌ها به خانه برمی‌گردند تا نشئه شوند. دیوید، یک ولگرد محلی که به دنبال دیلاودید نایاب است، به سراغشان می‌آید. باب وانمود می‌کند که آن‌ها دیلاودید ندارند، اما به‌جای آن به دیوید پیشنهاد معاوضه مورفین با اسپید می‌دهد. دیوید ابتدا تردید دارد، ولی در نهایت می‌پذیرد و می‌رود. کمی بعد، پلیس به رهبری کارآگاه جنتری که به‌درستی گمان می‌برد آن‌ها مسئول سرقت داروخانه هستند، به آپارتمانشان یورش می‌برد، اما موفق به یافتن مواد مخدر نمی‌شود، زیرا دایان آن‌ها را بیرون دفن کرده است.
پس از نقل‌مکان به آپارتمانی جدید، باب متوجه می‌شود که جنتری آن‌ها را زیر نظر دارد. باب نقشه‌ای طراحی می‌کند که در نتیجهٔ آن، یکی از مأموران پلیس به نام تروسینسکی، توسط همسایه‌ای به اشتباه به‌عنوان چشم‌چران شناسایی می‌شود و هدف گلوله قرار می‌گیرد. روز بعد، جنتری خشمگین باب را مورد ضرب‌وشتم قرار می‌دهد. گروه که باور دارند طلسمی بر آن‌ها افتاده، اقدام به «دو راهی‌رفتن» می‌کنند و از طریق یک نورگیر بالای در باز، وارد یک داروخانه می‌شوند. در میان غنایمشان، شیشه‌های دیلاودید خالص به ارزش هزاران دلار پیدا می‌شود. باب که می‌گوید «وقتی اوضاع بر وفق مراد باشد، باید بهره برد»، دایان را قانع می‌کند که به سرقت از یک بیمارستان بروند.
در جریان سرقت، باب نزدیک است که دستگیر شود. آن‌ها به متل بازمی‌گردند و درمی‌یابند که نادین بر اثر اوردوز از بطری دیلاودیدی که دزدیده بودند، جان باخته است. از نظر باب، نادین با گذاشتن کلاهش روی تخت، «بدترین طلسم ممکن» را نیز بر آن‌ها انداخته است. آن‌ها برای مدتی جنازهٔ نادین را در زیرشیروانی متل پنهان می‌کنند، ولی مدیر متل به آن‌ها اطلاع می‌دهد که اتاقشان برای گردهمایی کلانترها رزرو شده و باید تخلیه شود. باب که دچار اضطراب شدید و توهم‌های ناشی از ترس از دستگیری شده، جسد را در یک کیف لباس از متل بیرون می‌برد. پیش از آن‌که جسد را در جنگل دفن کند، به دایان می‌گوید که قصد دارد ترک اعتیاد کند و تحت برنامهٔ ۲۱ روزهٔ درمان با متادون قرار گیرد. دایان که از تصمیم باب شوکه شده، از همراهی با او خودداری می‌کند.
باب به یک متل اقامتی درازمدت در پورتلند نقل مکان می‌کند و شغلی ساده در کارخانه پیدا می‌کند. در کلینیک متادون، با یک کشیش سالخورده و معتاد به نام تام مواجه می‌شود که او را از دوران کودکی و مراسم مذهبی به یاد دارد. جنتری به دیدنش می‌آید و هشدار می‌دهد که تروسینسکی تهدید به آسیب زدن به او کرده، و باب را تشویق می‌کند که ترک اعتیاد را ادامه دهد. باب بعدها شاهد تهدید دیوید به یک جوان بدهکار می‌شود و با دخالت، او را نجات می‌دهد.
شبی، دایان به متل می‌آید و می‌گوید که اکنون با ریک وارد رابطه شده و رهبری گروه را او به‌عهده دارد. دایان از باب می‌پرسد که چه اتفاقی در سفر باعث تغییر زندگی‌اش شد. باب پاسخ می‌دهد که مرگ نادین، طلسمی که گذاشت و احتمال زندانی شدن، عوامل تصمیمش بوده‌اند. او می‌گوید که با قدرتی برتر معامله کرده است: اگر بتواند جسد نادین را از متل، از میان مأموران پلیس، بیرون ببرد و دفن کند، زندگی‌اش را سامان خواهد داد. باب به دایان پیشنهاد می‌دهد که شب را پیش او بماند، ولی دایان رد می‌کند و بسته‌ای مواد به او می‌دهد. باب بسته را به تام می‌دهد که همهٔ مواد را نمی‌پذیرد و فقط بطری دیلاودید را برمی‌دارد.
هنگام بازگشت به اتاقش، دو مهاجم نقاب‌دار که یکی از آن‌ها دیوید است، به باب حمله می‌کنند. دیوید که گمان می‌کند باب مواد مخدر دارد، به او شلیک می‌کند، با وجودی که باب تأکید می‌کند ترک کرده است. همسایه‌ای با فوریت‌های پزشکی تماس می‌گیرد و باب را روی برانکارد منتقل می‌کنند. زمانی که جنتری از او می‌پرسد چه کسی به او شلیک کرده، باب پاسخ می‌دهد: «کلاه».
در آمبولانس، باب در صدای پس‌زمینه نتیجه‌گیری می‌کند که با این اتفاق «بدهی‌اش به کلاه را پرداخت کرده» و بنابراین می‌تواند بدون زیر پا گذاشتن قولش، به سبک زندگی پیشینش بازگردد. او با طعنه از این‌که پلیس دارد او را به بیمارستان می‌برد — «چاق‌ترین داروخانهٔ شهر» — به خنده می‌افتد.

## بازیگران
- مت دیلون - باب هیوز
- کلی لینچ - دایان
- جیمز لوگرو - ریک
- هدر گراهام - ندین
- مکس پرلیچ - دیوید
- ویلیام اس. باروز - تام
- گریس زابریسکی - خانوم هیوز
- جیمز رمار - جنتری